# Mai Raud-Pähn

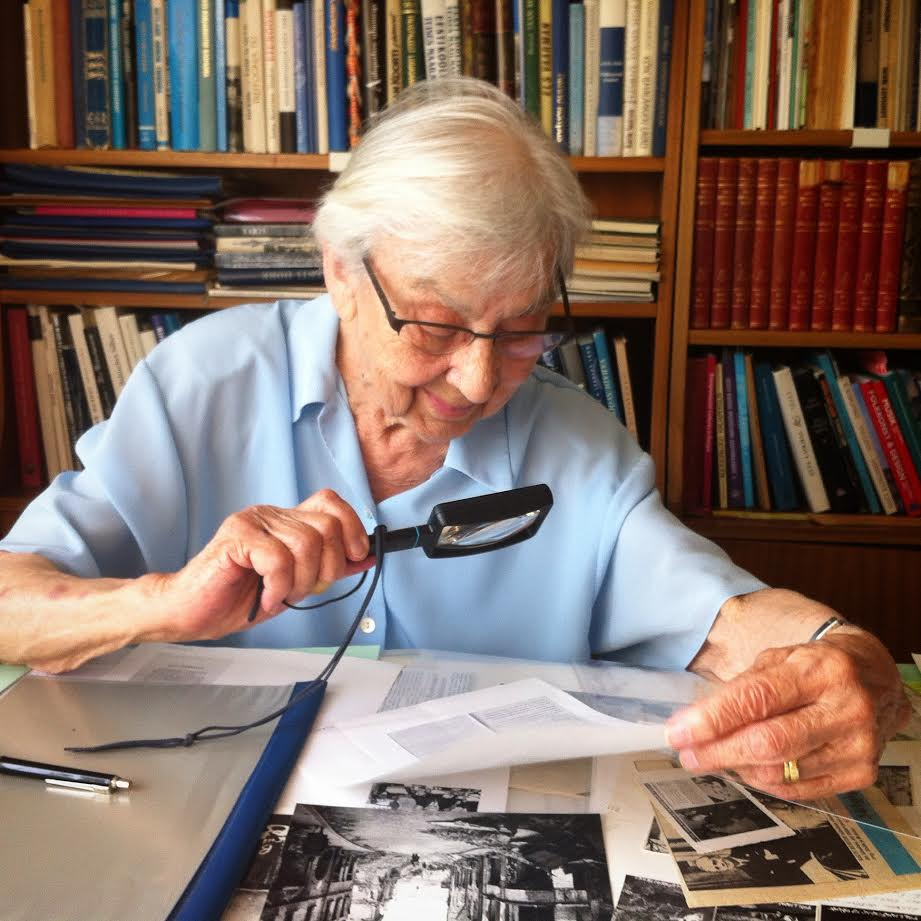
Mai Raud-Pähn arbetar hemma med en utställning om estniska båtflyktingar 2014.

Mai Hinge Raud-Pähn, född 2 november 1920 i Pärnu i Estland, död 23 april 2024 i Stockholm, var en estnisk-svensk konsthistoriker, journalist och lärare. Hon flydde till Sverige genom Tyskland under andra världskriget.

## Biografi
Född i Pärnu, började hon skolan 1928 i Viljandi Estniska Lärdomssällskapets Flickgymnasiums Grundskola. 1934–1937 studerade hon i Pärnu Flickgymnasium och tog studenten. Därefter studerade Raud-Pähn vidare vid Tallinn Lärarseminarium och blev lärare.  Under andra världskriget flydde hon till Tyskland, sedan via Danmark till Sverige.
1957–1964 studerade hon konsthistoria hos professor Sten Karling vid Stockholms universitet. 1972 tog Raud-Pähn licentiatexamen, med en avhandling om silversmide i Tallinn 1474–1659. Hon har publicerat artiklar i ämnet i Estniska Lärdomssällskapets Årsbok Annales Societatis Litterarum Estonicae in Svecia och haft föreläsningar.  
1987–2014 var hon den sverige-estniska tidskriften Rahvuslik Kontakts huvudredaktör.
Hon var ledamot i Sverigeesternas Riksförbund, Estniska Nationalmuseums Vänförenings hedersledamot (invald 23 april 2005) och medlem i Estniska Lärdomssällskapet i Sverige och dess tidigare sekreterare.
Hon fick 2001 motta Vita stjärnans ordens medalj från Estlands president och 2006 Sverigeesternas Riksförbunds kulturpris.